# Stadtrandsiedlung Am Taubenberg

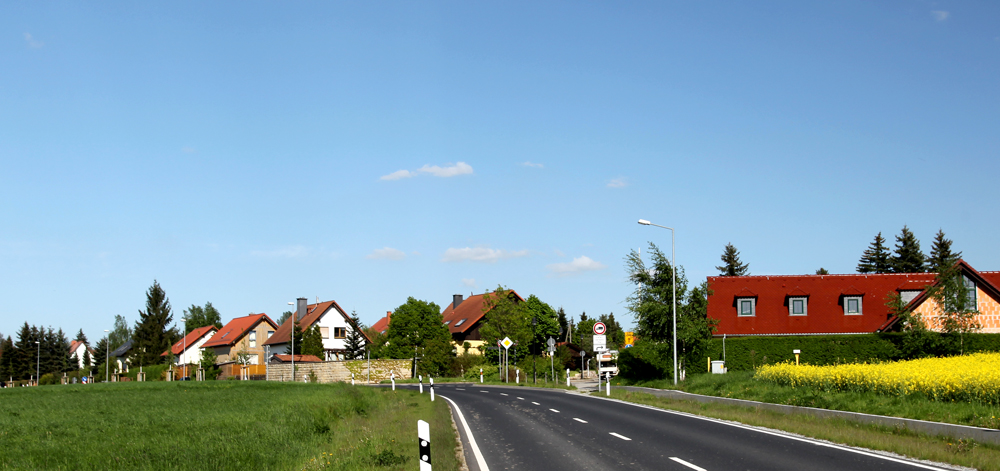
Ansicht aus Richtung Heinrichsthal

Die Stadtrandsiedlung Am Taubenberg (alternativ als Stadtrandsiedlung Radeberg oder Randhäuser, umgangssprachlich als „Kalte Hand“ bezeichnet) ist eine Ortslage mit vorrangig Ein- und Zweifamilienhäusern und den zugehörigen Gartengrundstücken am östlichen Rand des Stadtgebietes von Radeberg in Sachsen. Baubeginn war im August 1932.

## Lage

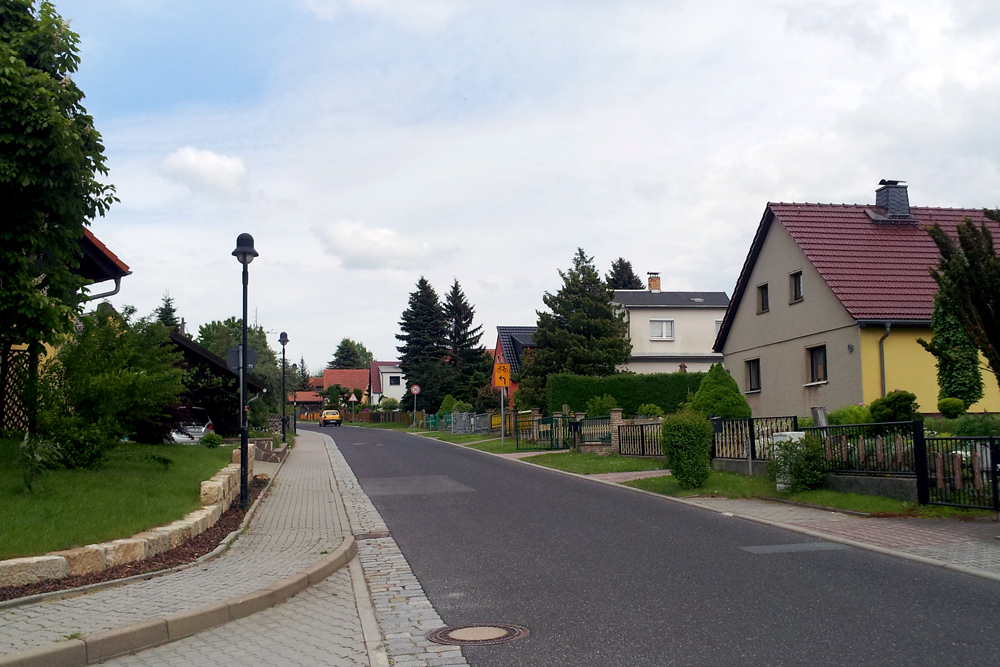
Blick in die Siedlung

Die Stadtrandsiedlung liegt am westlichen Hang des Taubenberges (298 Meter), einer eiszeitlichen Moräne aus dem Pleistozän. Bis etwa zum Anfang des 20. Jahrhunderts befand sich an dieser Stelle ein Waldstück mit dem Namen Strankholz. Am Nordrand der Siedlung verläuft die Staatsstraße 158 von Radeberg nach Großröhrsdorf, direkt durch die Siedlung führt die Kleinröhrsdorfer Straße in den gleichnamigen Nachbarort. Nach Süden zweigt der Wallrodaer Weg (nach ca. 100 Metern als Felixturmweg) durch das angrenzende Hüttertal in Richtung Wallroda ab. Durch die Siedlung verlaufen der Radeberger Rundwanderweg und die Röderradroute. Die Feldflächen und Freiräume nördlich der Stadtrandsiedlung bis zum Waldgebiet Landwehr sind als Regionaler Grünzug zum Zweck der Erhaltung eines Artenschutz- und Biotopverbunds deklariert.

## Vorgeschichte
Durch die 1929 einsetzende Weltwirtschaftskrise kam es zu Schließungen zahlreicher Unternehmen, welche zu einer hohen Arbeitslosigkeit führten. In vielen deutschen Städten wurden auf der Basis des neu geschaffenen Reichsheimstättengesetzes vom 10. Mai 1920, Stadtrandsiedlungen errichtet. Diese Wohngebiete schufen zum einen Arbeit und Unterkünfte für die von der Krise betroffene Bevölkerung, zum anderen waren sie so angelegt, dass sie sich durch eigene Gärten und Kleintierhaltung selbst mit Nahrungsmitteln versorgen konnten. Da die Krise auch in Radeberg zu einer hohen Arbeitslosenquote führte, welche die Wohn- und Versorgungslage im Stadtgebiet drastisch verschlechterte, gab es 1931 die ersten konkreten Pläne zum Bau einer solchen Siedlung. Nachdem die Bedenken der Stadt bezüglich der Finanzierung und die Widersprüche der Bewohner angrenzender Gebiete geklärt waren, wurde 1932 der Bau der Siedlung am Taubenberg beschlossen.

## Baugeschichte
Um die Wohnflächen in der Siedlung (Siedlerstellen) mussten sich alle Interessenten bewerben und nachweisen, dass sie dem Bau oder dem Leben in der künftigen Ortslage nützlich sein würden. Wie bei Stadtrandsiedlungen üblich, wurden die Arbeiten an den Gebäuden und Grundstücken ausschließlich von einheimischen Handwerkern, die später auch Bewohner der Siedlung wurden, ausgeführt. Um die Qualität der Arbeit entsprechend hoch zu halten und zu verhindern, dass die Handwerker nur auf ihrer eigenen Parzelle ordentlich arbeiteten, wurden die Grundstücke erst nach ihrer Fertigstellung per Losverfahren verteilt.

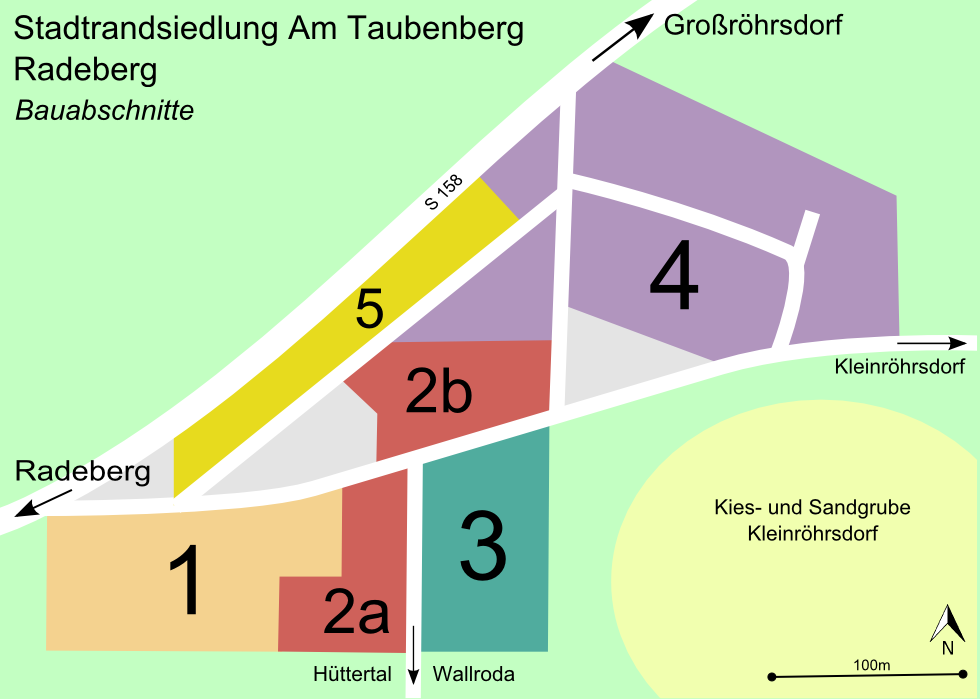
Bauabschnitte der Stadtrandsiedlung

Die Siedlung wurde in fünf Bauabschnitten errichtet. Als sechster Bauabschnitt gilt der Wiederauf- und Ausbau nach dem Zweiten Weltkrieg bis in die 2000er Jahre. Im ersten Bauabschnitt wurden Ende 1932 zehn Doppelhäuser errichtet. Die lokale Radeberger Zeitung bezeichnete die neuen Häuser angesichts ihrer kargen Ausstattung und geringen Größe abschätzig als Hundehütten. Im zweiten Bauabschnitt wurden 1933/34 sieben weitere Doppelhäuser erbaut. Mit der Machtergreifung der NSDAP änderte sich die Auffassung des typischen Siedlers. Der weitere Ausbau sollte vor allem der Verhinderung der Landflucht dienen und billigsten Wohnraum schaffen. Im dritten Bauabschnitt wurden 1936/37 zwölf Siedlerstellen geschaffen, im vierten Bauabschnitt folgten 1937/38 24 weitere. Der fünfte Bauabschnitts, welcher ab 1940 in Planung war, wurde aufgrund des Zweiten Weltkriegs nicht realisiert. In den Monaten vor und nach dem Ende des Kriegs wurden auf der vorgesehenen Fläche mit einfachsten Mitteln und Baustoffen provisorische Behelfsheime und ein Gemeinschaftshaus erbaut.
Nach dem Krieg wurden zunächst die Schäden an den Gebäuden beseitigt. In den Zeiten der DDR wurden die Wohnhäuser ausgebaut und modernisiert. Die Grundstücke wurden an das Telefonnetz angeschlossen, Gas- und Wasseranschlüsse wurden eingerichtet. Nach der Wende und der Deutschen Wiedervereinigung wurden zahlreiche neue Wohnhäuser in der Siedlung errichtet und die Verkehrswege erneuert. In der Satzung zur Erhaltung der städtebaulichen Eigenart des Gebietes Stadtrandsiedlung von 1997 legte die Stadt Radeberg fest, dass der Siedlungscharakter der Ortslage am Taubenberg zu erhalten sei und übermäßige oder unpassende Bebauungen sowie gewerbliche Ansiedlungen, die das typische Bild der Stadtrandsiedlung stören, nicht gestattet werden.
Das Städtebauliche Entwicklungskonzept der Stadt Radeberg ordnet die Stadtrandsiedlung in die Kategorie „Konsolidierungswürdige Gebiete“ ein und bescheinigt der Siedlung damit sowohl „identitätsprägende Qualitäten für die gesamte Stadt“ als auch „Bestandsschwächen aus Sicht der Stadtentwicklung“.

## Siedlungsleben
Die Versorgung der Siedlungsbewohner mit Lebensmitteln, Kohlen und anderen Waren wurde in den ersten Jahren von Händlern der umliegenden Ortschaften übernommen, da Anträge auf die Eröffnung verschiedener Geschäfte von der Stadt abgelehnt wurden. Der Radeberger Bäcker Großmann richtete 1938 das erste Lebensmittelgeschäft in der Stadtrandsiedlung ein. Zu Zeiten der DDR wurde daraus ein HO-Geschäft. Nach der Wende wurde das Geschäft privatisiert, es bestand bis 1997.
Im Jahr 1937 wurde das erste Siedler- bzw. Sommerfest auf der Stadtrandsiedlung veranstaltet. Die regionale Zeitung berichtete von den volksfestähnlichen Aktivitäten 1937 und 1938 in der Siedlung. Nach Beendigung des Zweiten Weltkriegs wurden die Sommerfeste wieder veranstaltet. Für die Jahre 1970 bis 1977 existieren Belege, die ein jeweils dreitägiges Festprogramm in der Siedlung aufweisen. Das Sommerfest 1977 war die letzte derartige Veranstaltung, die Festivitäten wurden aufgrund der Mangelwirtschaft in der DDR eingestellt.

## Sonstiges

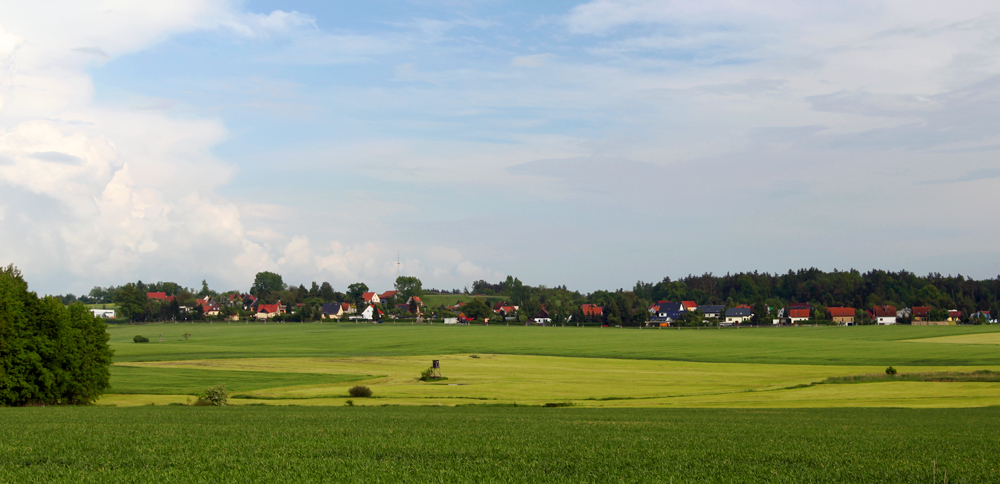
Blick auf die Stadtrandsiedlung vom Spitzberg (Landwehr)

Durch die exponierte Lage am Westhang des Taubenberges und die weitläufigen Feldflächen, die die Stadtrandsiedlung umgeben, sind die Grundstücke stärker den Einflüssen von Wind und Wetter ausgesetzt als die nahe Stadt. Da die Menschen deswegen (und wegen der vor allem in den Behelfsheimen mangelhaften Gebäudeisolierungen) in der Stadtrandsiedlung schneller und häufiger froren als in der Stadt, bekam die Siedlung im Volksmund die Bezeichnung „Kalte Hand“. Dieser Name bürgerte sich ein und wird zum Beispiel von ansässigen Hobbyfußballmannschaften und als Teambezeichnung von den Laufsportlern der Siedlung beim jährlichen Hüttertallauf benutzt.
In den letzten Tagen des Zweiten Weltkriegs wurde Dresden vom Oberkommando der Wehrmacht zur Festung erklärt, sämtliche Vororte mussten sich zur Verteidigung bereithalten. Im April 1945 wurden in der Stadtrandsiedlung Stellungen ausgehoben und Panzersperren auf der Straße nach Großröhrsdorf errichtet. Am Taubenberg wurde eine Maschinengewehrstellung aufgebaut. Am 22. und 23. April 1945 kam es zu Gefechten mit polnischen Panzern in und an der Stadtrandsiedlung.
An der Kleinröhrsdorfer Straße auf dem Taubenberg wurde durch den Trinkwasserzweckverband Röderaue 1994 ein Hochbehälter mit einem Fassungsvermögen von 10.000 Kubikmetern Wasser errichtet und in Betrieb genommen. Dieser dient zum einen der Trinkwasserspeicherung, zum anderen der Versorgung von Radeberg und Leppersdorf. Außerdem gleicht er Druckschwankungen im Radeberger Wasserversorgungssystem aus.
Am 24. Mai 2010 wurden zahlreiche Bäume im Siedlungsgebiet und im angrenzenden Waldgebiet in Richtung Wallroda Opfer des Tornados am Pfingstmontag.